# إيفاريست ندايشيميي
إيفاريست ندايشيميي (بالفرنسية: Évariste Ndayishimiye) (مواليد 1968 في مقاطعة جيتيغا- ) سياسي بوروندي، الرئيس المنتخب لبوروندي. وتولى منصبه في 18 يونيو 2020. كما شغل منصب الأمين العام للمجلس الوطني للدفاع عن الديمقراطية - قوات الدفاع عن الديمقراطية (CNDD - FDD) منذ أغسطس 2016 ، وعمل وزيرًا للداخلية والأمن العام في عهد الرئيس السابق بيير نكورونزيزا من عام 2006 إلى 2007.
سياسيًّا، يدعم ندايشيمي سياسات حليفه الرئيس السابق بيير نكورونزيزا، الذي شغل منصب الرئيس التاسع من أغسطس 2005 حتى وفاته في يونيو 2020. ثم رشح حزبه ندايشيميي كمرشح للرئاسة في الانتخابات العامة البوروندية لعام 2020، والتي فاز بها في الجولة الأولى.

## روابط خارجية
- إيفاريست ندايشيميي على موقع أوليمبيديا (الإنجليزية)